# Opera medicinalia

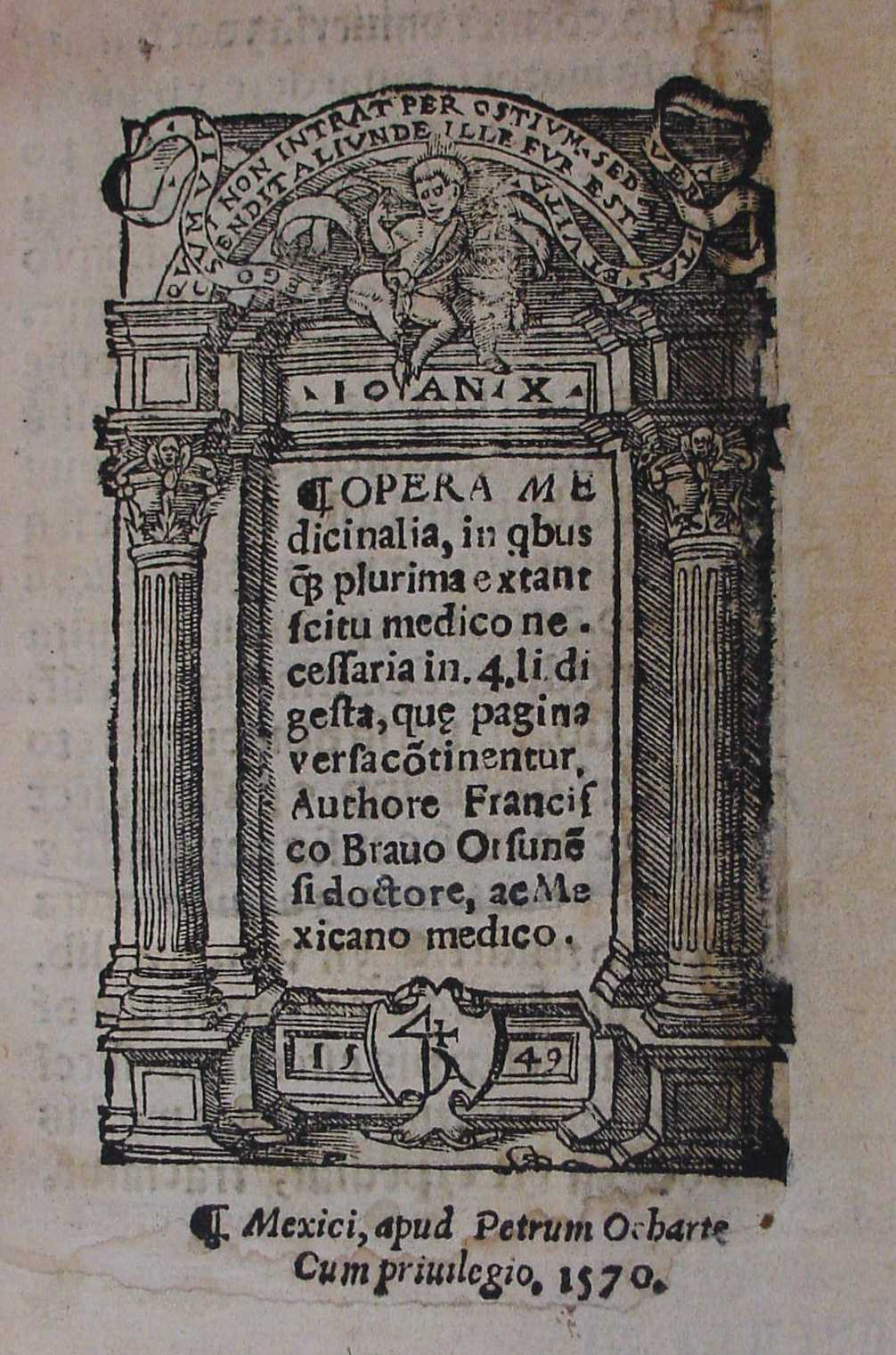
Opera Medicinalia

Opera medicinalia, cuyo título completo fue Opera Medicinalia, in quibus quam plurima extant scitu medico necessaria: in 4 libros digesta, que pagina versa cōntinentur, fue el primer libro de medicina publicado en América.
El libro fue escrito por el doctor, natural de Sevilla, Francisco Bravo imprimiéndose en 1570 en el Virreinato de Nueva España en el taller del impresor Pedro Ocharte. El libro posee grabados de plantas y esquemas del cuerpo humano.